# Ishaya Bakut
Ishaya Bakut, né le 16 août 1947 dans le LGA de Kachia (État de Kaduna) et mort le 21 mars 2015, est un officier nigérian.

## Biographie
Après avoir fréquenté l'Académie militaire du Nigeria de 1966 à 1969, dont il sort second lieutenant, il obtient un baccalauréat en ingénierie de l'Université Ahmadu Bello (1975). Il étudie ensuite aux États-Unis, au Collège de l'armée nigériane de Jaji, puis obtient une maîtrise au Collège militaire de Delhi en 1985.
Parallèlement, il mène une brillante carrière militaire, servant d'abord comme commandant de compagnie et de bataillon pendant la guerre du Biafra (1969-1970), puis occupant différents postes de commandement. En 1980-1981, il sert au Liban au sein des Casques Bleus de l'UNIFIL. 
En septembre 1986, pendant le régime militaire du général Ibrahim Babangida, il est nommé gouverneur militaire de l'État de Benue. Son mandat s'achève en décembre 1987. 
En 1991-1992, il commande les forces multinationales ouest-africaines au Liberia (ECOMOG).